# Vizegrafschaft Maine
Die Vizegrafschaft Maine, genauer: das Amt des Vizegrafen von Maine (Vicomte du Maine) bestand als Stellvertreter des Grafen von Maine aus dem Zweiten Haus Maine in Le Mans bis zur Mitte des 11. Jahrhunderts.
Nach der Machtübernahme durch die Rolloniden wurde das Amt nicht mehr geführt, die Vizegrafen von Maine tragen fortan den Titel eines Vizegrafen von Beaumont-sur-Sarthe bzw. Vizegrafen von Beaumont-au-Maine, werden aber in der Literatur gelegentlich noch als Vizegrafen von Maine bezeichnet.

## Vizegrafen von Maine (Vicomtes du Maine)
- Raoul III., Vizegraf von Maine vor 967–997
- Raoul IV., Vizegraf von Maine, † vor 1040, dessen Sohn
- Raoul V., Vizegraf von Beaumont-sur-Sarthe etc., 1061 Vizegraf von Maine, wohl dessen Sohn
- Hubert, 1062 Vizegraf von Maine, † vor 1095, dessen Sohn

## Vizegrafen von Beaumont
- Raoul VII., Vizegraf von Fresnay und Beaumont, † 1120/25
- Roscelin, 1112/68 Vizegraf von Beaumont, dessen Sohn, heiratete Constance, uneheliche Tochter des englischen Königs Heinrich I.
- Richard I., Vizegraf von Beaumont, † nach 1199, deren Sohn
- Raoul VIII., Vizegraf von Beaumont, † 1239, dessen Sohn
- Richard II., Vizegraf von Beaumont, † 1242, dessen Sohn
- Agnes, Vizegräfin von Beaumont, † 1301, dessen Tochter ⚭

## Haus Brienne
- Ludwig von Brienne, genannt Ludwig von Akko, † nach 1297, Vizegraf von Beaumont-au-Maine
- Johann von Brienne, † 1306, dessen Sohn
- Robert von Brienne, † 1327, dessen Sohn
- Johann von Brienne, † vor 1355, dessen Sohn
- Ludwig II., † 1364, Vizegraf von Beaumont, dessen Sohn
- Maria von Brienne, † 1372, Herrin von Beaumont, dessen Schwester; ⚭
- Wilhelm von Chamaillart, † 1391, Vizegraf von Beaumont-au-Maine
- Maria von Chamaillard, Vizegräfin von Beaumont-au-Maine, † 1425, Erbtochter Wilhelms; ⚭

## Haus Valois-Alençon
- Peter II. (Pierre II.) (* wohl 1340, † 1404) 1361 Graf von Alençon, 1367 Vizegraf von Domfront, 1370 Vizegraf von Beaumont-au-Maine, 1377 Graf von Porhoet und Le Perche;
- Johann II. der Schöne (Jean II. le Beau) (* 1409, † hingerichtet 1476) 1415 Herzog von Alençon, Vizegraf von Beaumont
- René (* wohl 1454, † 1492) 1476 Herzog von Alençon, Graf von Le Perche, Vizegraf von Beaumont
- Karl IV. (Charles IV.) (* 1489, † 1525) wohl 1489 Graf von Le Perche, 1492 Herzog von Alençon, 1497 souveräner Graf von Armagnac und Rouergue, Graf von Rodez, Fézensac, Lomagne, Brillois, Cressez und Aurillac, 1515 1. Prinz von Geblüt („Premier Prince de Sang“), 1517 Herzog von Berry;
- Françoise (* 1490/91, † 1550) 1543 Herzogin von Beaumont; ⚭ I 1505 François II. d’Orléans, † 1512, 1491 Graf von Dunois, 1505 Herzog von Longueville (Haus Orléans-Longueville); ⚭ II 1513 Karl I. de Bourbon, † 1537, Graf und 1515 Herzog von Vendôme

Françoise von Alençon ist die Mutter von Antoine de Bourbon, duc de Vendôme und damit die Großmutter von König Heinrich IV.